# Mohhamareza Torabi
Mohhamareza Torabi (* 5. September 1991) ist ein iranischer Grasskiläufer. Er startet seit 2010 in FIS-Rennen, nahm an der Juniorenweltmeisterschaft 2010 teil und fuhr 2012 seine ersten Weltcuprennen.

## Karriere
Torabi nahm bisher nur an Grasskirennen in Dizin in seinem Heimatland teil. Er fuhr im Juli 2010 die ersten FIS-Rennen und erzielte als Zehnter des Slaloms seine erste Top-10-Platzierung. Im August folgte die Teilnahme an der Juniorenweltmeisterschaft 2010, bei der er mit Platz 12 im Slalom und Rang 14 in der Super-Kombination zwei Platzierungen im Mittelfeld erzielte, in Riesenslalom und Super-G aber ausschied bzw. disqualifiziert wurde. Im Juli 2011 und Juli 2012 nahm Torabi wieder an den FIS-Rennen in Dizin teil, ehe er im August 2012 erstmals bei drei Weltcuprennen startete. Nachdem er im Riesenslalom disqualifiziert worden war, belegte er in den beiden Super-G die Plätze 19 und 21, womit er im Gesamtweltcup der Saison 2012 den 52. Platz erzielte.
Im Winter nimmt Torabi seit 2008 auch an FIS-Rennen und iranischen Meisterschaften im Alpinen Skisport teil. In FIS-Rennen fuhr er bislang viermal unter die besten 15.

## Erfolge

### Juniorenweltmeisterschaften
- Dizin 2010: 12. Slalom, 14. Super-Kombination

### Weltcup
- 1 Platzierung unter den besten 20